# Giuseppe Bezzuoli

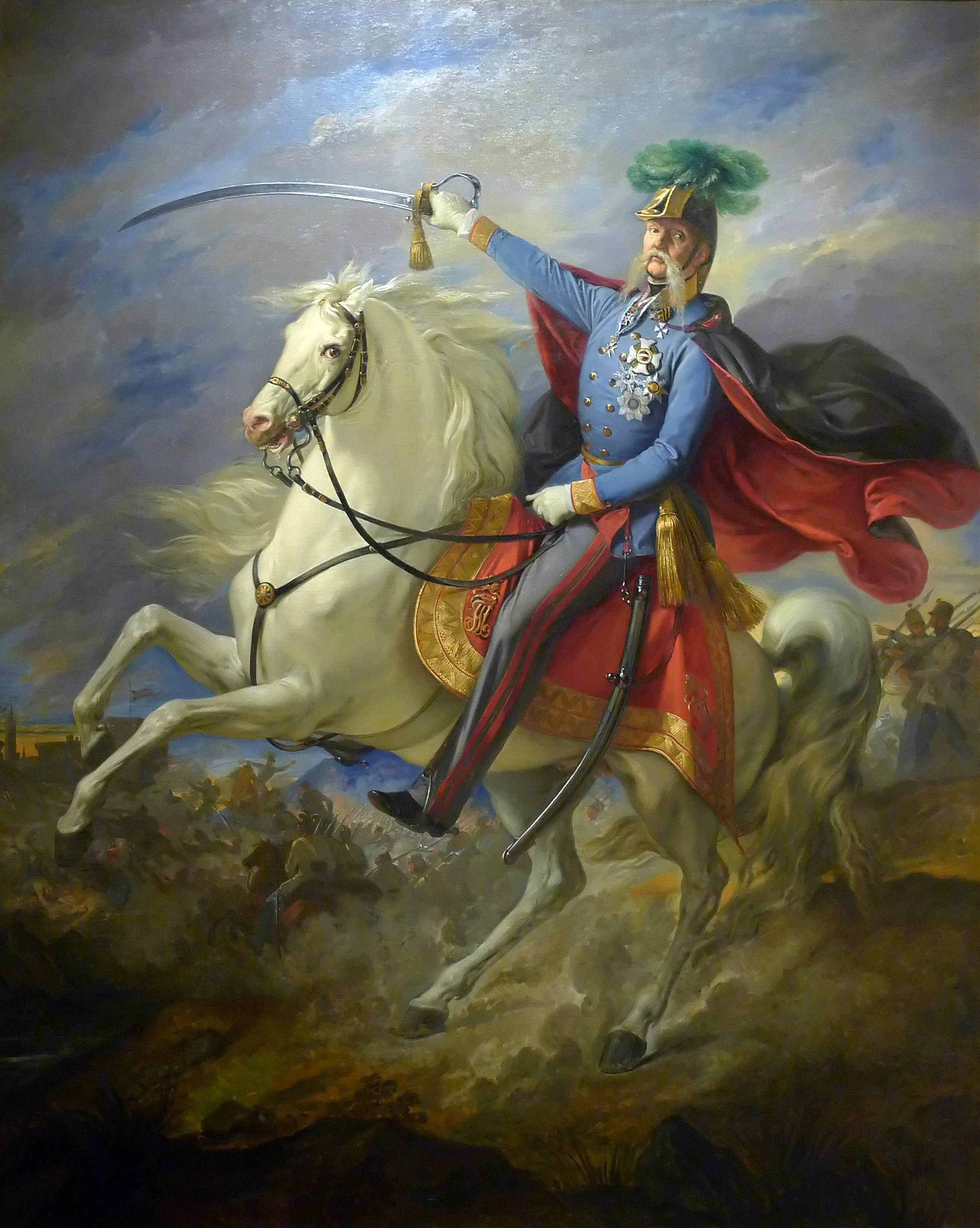
Porträt Julius von Haynau, 1853.

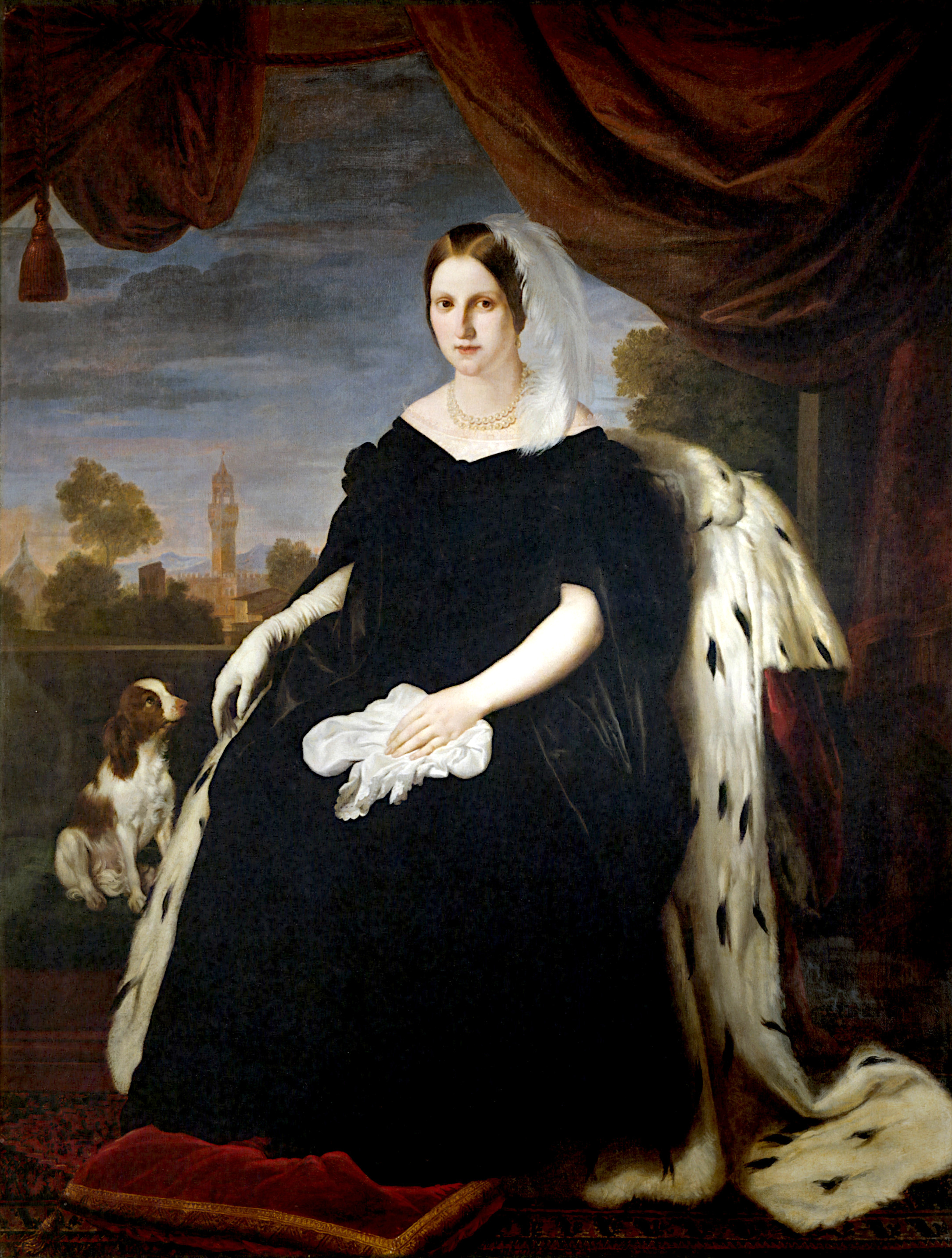
Porträt Maria Antonia von Neapel-Sizilien, 1836.

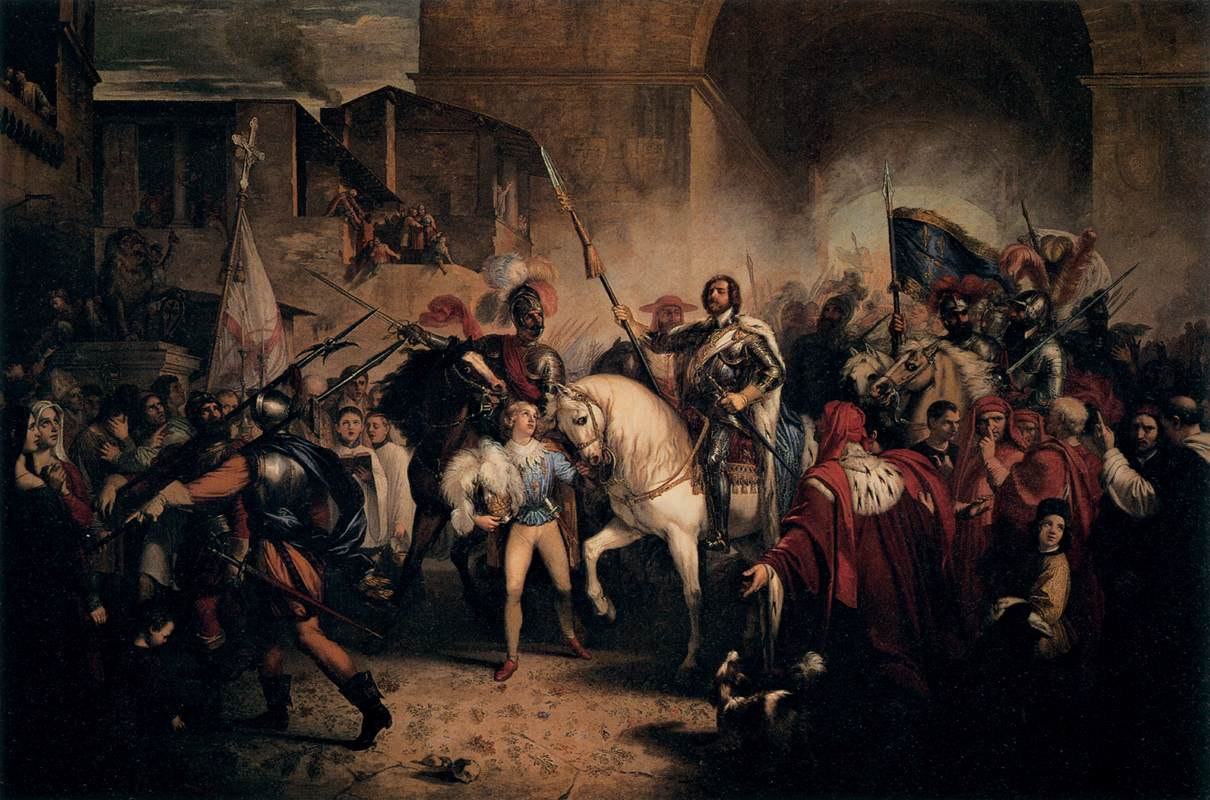
Der Einzug Karls VIII. in Florenz, 1829.

Giuseppe Bezzuoli (* 28. November 1784 in Florenz; † 13. September 1855 ebenda) war ein italienischer Historien- und Porträtmaler.

## Leben und Werk
Bezzuoli arbeitete und studierte im Atelier des Historienmalers Luigi Sabatelli und war später an der Florentiner Akademie eingeschrieben. Der junge Künstler widmete sich zunächst ganz der Historienmalerei und wurde 1811 mit einer Goldmedaille ausgezeichnet. Danach erfolgte eine Übersiedelung nach Rom, wo er die Werke Raffaels studierte und dessen Schule von Athen kopierte. In weiterer Folge wandte er sich vom akademischen Klassizismus ab und schloss sich der romantischen Schule Frankreichs an, deren Tendenzen er in die Florentiner Malerschule einführte. 1814 wurde er Hilfslehrer an der Florentiner Akademie, 1816 zum Titularprofessor für Zeichenkunst ernannt. 1829 brachte er es zum Hilfmaler für Malerei, 1844 wurde er schließlich als Nachfolger des großen Pietro Benvenuti als ordentlicher Professor für die Malerei bestellt. Als solcher trat er mit Vehemenz für das Malen am lebenden Modell sowie für das spezielle Studium der Lichteffekte ein.
Als schaffender Künstler war Bezzuoli einer der auffallendsten Koloristen seiner Zeit. Er malte nicht nur in Öl, sondern fertigte auch Fresken an, die sich in der Hauptsache in Florenz befinden. Seine Porträts und Historienbildern befinden sich in Museen und Kunstsammlungen in ganz Europa.

## Werke (Auszug)
- Porträt Julius von Haynau, 1853, Öl auf Leinwand, KHM, als Dauerleihgabe im Heeresgeschichtlichen Museum in Wien
- Der Einzug Karls VIII. in Florenz, 1829, Öl auf Leinwand, Palazzo Pitti, Florenz
- Porträt Maria Antonia von Neapel-Sizilien, 1836, Galleria d´Arte Moderna, Florenz
- Porträt Großherzog Leopold II. von Toskana im Ornat des Stephansordens, um 1840, Palazzo della Carovana, Pisa
- Himmelfahrt Mariae, Öl auf Leinwand, Museo dell’Opera di Santa Croce, Florenz